# Dolní Bojanovice
Dolní Bojanovice (německy Unter Bojanowitz; Unter Boganowitz) jsou obec v okrese Hodonín v Jihomoravském kraji, 8 km západně od Hodonína. Žije zde přibližně 3 000 obyvatel. Sousedními obcemi sídla jsou Lužice, Starý Poddvorov, Mikulčice, Mutěnice, Josefov a Hodonín.
Obec má také přezdívky „Kaláby“, podle zdejší údajné rodiny Kalábů a známá je také přezdívka „malý Vatikán“ či „moravský Vatikán“, kvůli vysoké religiozitě v Dolních Bojanovicích.

## Historie

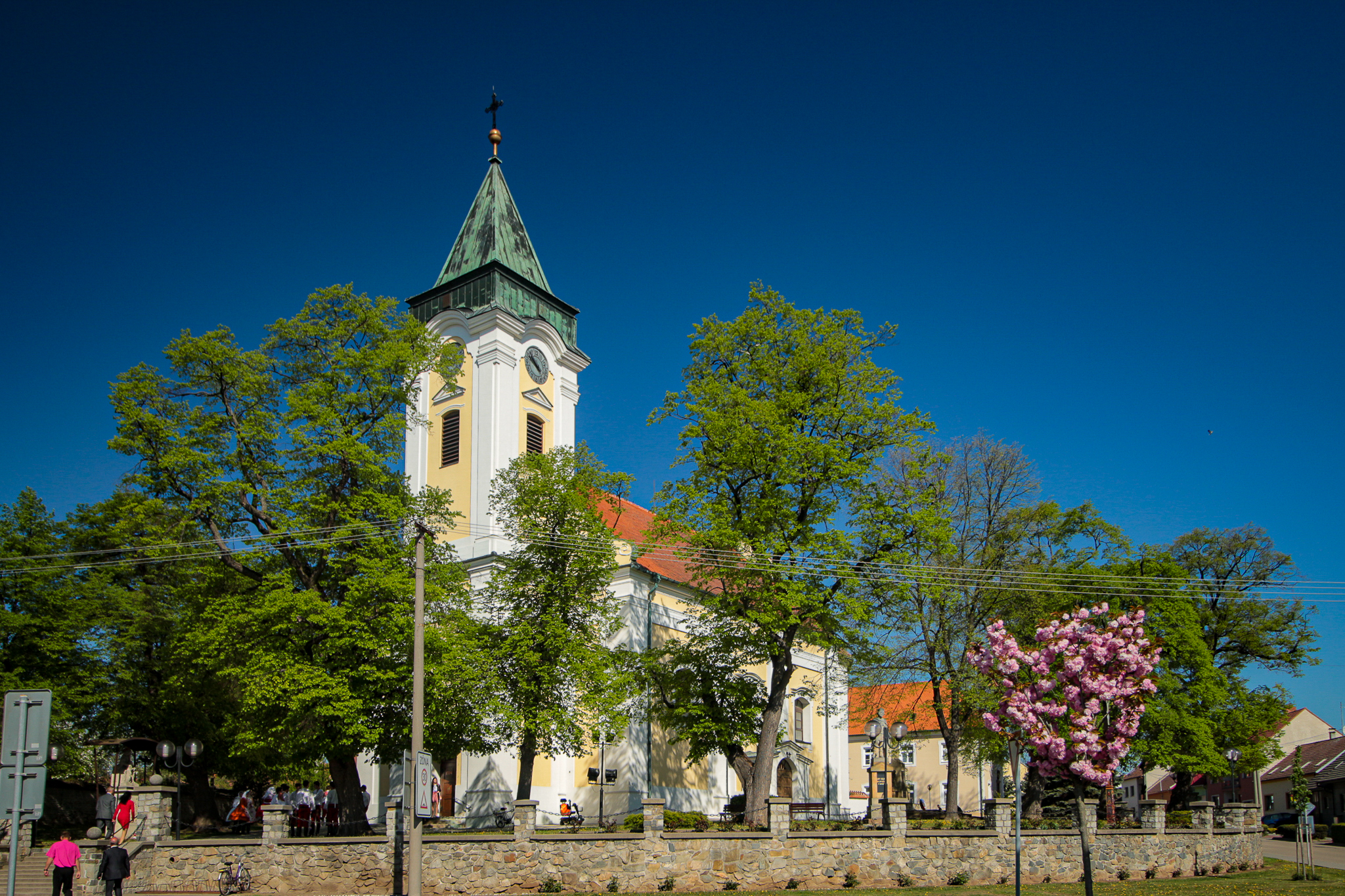
Kostel sv. Václava

Jak ukazují archeologické nálezy nejstaršího původu, bylo území obce i jejího okolí osídleno Kelty. Tyto nálezy dokládají vysokou úroveň kulturních řemeslných výrobků. Keltové tu žili od 4. století př. Kr. Na začátku letopočtu byli vytlačeni germánskými kmeny Markomanů. V průběhu 6. století počaly na naše území pronikat první kmeny Slovanů.
Zatím nedovedeme přesně určit období, ve kterém byly Dolní Bojanovice založeny. Dá se předpokládat, že sv. Cyril a Metoděj putovali přes toto území z Mikulčic do Kyjova.
První písemná zmínka o obci pochází z roku 1196. 
Důležitým zdrojem příjmu vrchnosti bylo rybníkářství a vinařství. Obec a její okolí velmi trpělo četnými válečnými nájezdy, o čemž svědčí řada zaniklých osad např. Rupersdorf , Roztrhanice, Kapanice, Kuničky, Vsisko, Kukvice a Potvorovice.
roku 1196.
Pošta v obci byla založena 16. ledna 1892.
Po komunistickém puči v roce 1948 obci sídlila odbojová skupina Skauta pod vedením Pavla Hubačky, jejíž členové 4. ledna 1950 v Hodoníně zastřelili příslušníka Státní bezpečnost Aloise Dyčka. StB v odvetu zatkla 14 lidí. Někteří z nich byli nelidsky mučeni, padl trest smrti i třicetileté žaláře.
Obci i několikrát navštívil Karel Kryl.

## Obecní správa a politika
V letech 2010 až 2014 byl starostou Vlastimil Jansa (STAN). Na ustavujícím zasedání zastupitelstva v listopadu 2014 byla do této funkce zvolena Ing. Eva Rajchmanová (KDU-ČSL).  Ta byla do této funkce opětovně zvolena 29. října 2018. V září roku 2022 byl zvolen starostou Tomáš Makudera.

## Vybavenost obce a kultura
V současnosti se v obci nachází muzeum Slovácká chalupa, knihovna, základní škola spolu s mateřskou školou, základní umělecká škola, kterou navštěvují děti ze širokého okolí a Penzion Václav. Také se tu nalézá lokalita „Pod Čaganovem“, kde jsou umístěny slovácké búdy a vinice.
V obci jsou každoročně pořádány různé kulturní akce, jako např. Svatováclavské hody, Zarážání hory, Zahrávky, Hodky, Dívčí vínek, Krojový výlet apod. Také zde často probíhají výstavy různého druhu, ať už umění (např. obrazy, řezbářství), fotografií - i z cizích zemí, šití krojů a zahrádkářské výstavy. Každou sezónu promítá zdejší letní kino. Jednou za dva roky probíhá akce Žně našich předků, která ukazuje průběh žní tak, jak je dělali předkové.
Základní uměleckou školu navštěvuje až tři sta žáků, kteří se učí zpívat, tančit i malovat. Známá je mládežnická dechovka, mladá cimbálka a pěvecké sbory dětí. Kulturní život v obci je bohatý, pravidelné koncerty jsou navštěvovány četnými posluchači, stejně jako vystoupení ochotnických představení. Několik cimbálových kapel působí i v zahraničí, stejně jako dechové kapely, z nichž nejznámější jsou Bojané nebo Šohajka.
Bohatá je i činnost Odboru občanských záležitostí na místní radnici. Na vysoké úrovni je pedagogická činnost na základní škole. Vybavena četnými knihovními fondy je místní knihovna. Po celý rok jsou aktivní různé společenské organizace. Kulturní akce pořádají myslivci, hasiči, sportovci. Samotná obec postavila za dobrovolné práce občanů řadu sportovních zařízení. V okolí je k výběru nemálo cyklostezek.
Církevní rok má podporu většiny obyvatel a od narození Krista jsou pořádány církevní akce po celý rok stále za četné návštěvy nejen starších lidí. Svatováclavský sbor a orchestr působí nejen při bohoslužbách, ale v jeho repertoáru je mnoho i světských skladeb, které těleso předvádí při různých příležitostech. Působí zde již sto padesát let. V sobotu 24. prosince 2022, v průběhu štědrovečerní vánoční vigílie v kostele sv. Václava, celebrované P. Petrem Karasem, provedl Svatováclavský sbor v přímém televizním přenosu Českou mši vánoční Jakuba Jana Ryby. Půlnoční mši doplnili další hudebníci na věži kostela sv. Václava, v prostoru u zvonů hrající skladby oslavující Kristovo narození, což TV Noe také přímo přenášela.  V roce 2023 přenášela v pondělí 25. prosince TV Noe z chrámu sv. Václava přímo Slavnostní mši na Hod Boží Vánoční, zakončenou hymnem Narodil se Kristus Pán, provedeným Svatováclavským sborem i zpívající veřejností. Svatováclavský sbor byl po závěrečném chorálu také ve středu 25.12.2024 stejně jako celebrující P. Petr Karas odměněn potleskem. 
V letech 2015 až 2017 bylo nákladem 14 milionů korun opraveno zdejší zdravotnické středisko. V přízemí jsou ordinace praktického a dětského lékaře, masérka a kosmetička, v patře sedm bytů s asistencí.

## Hospodářství

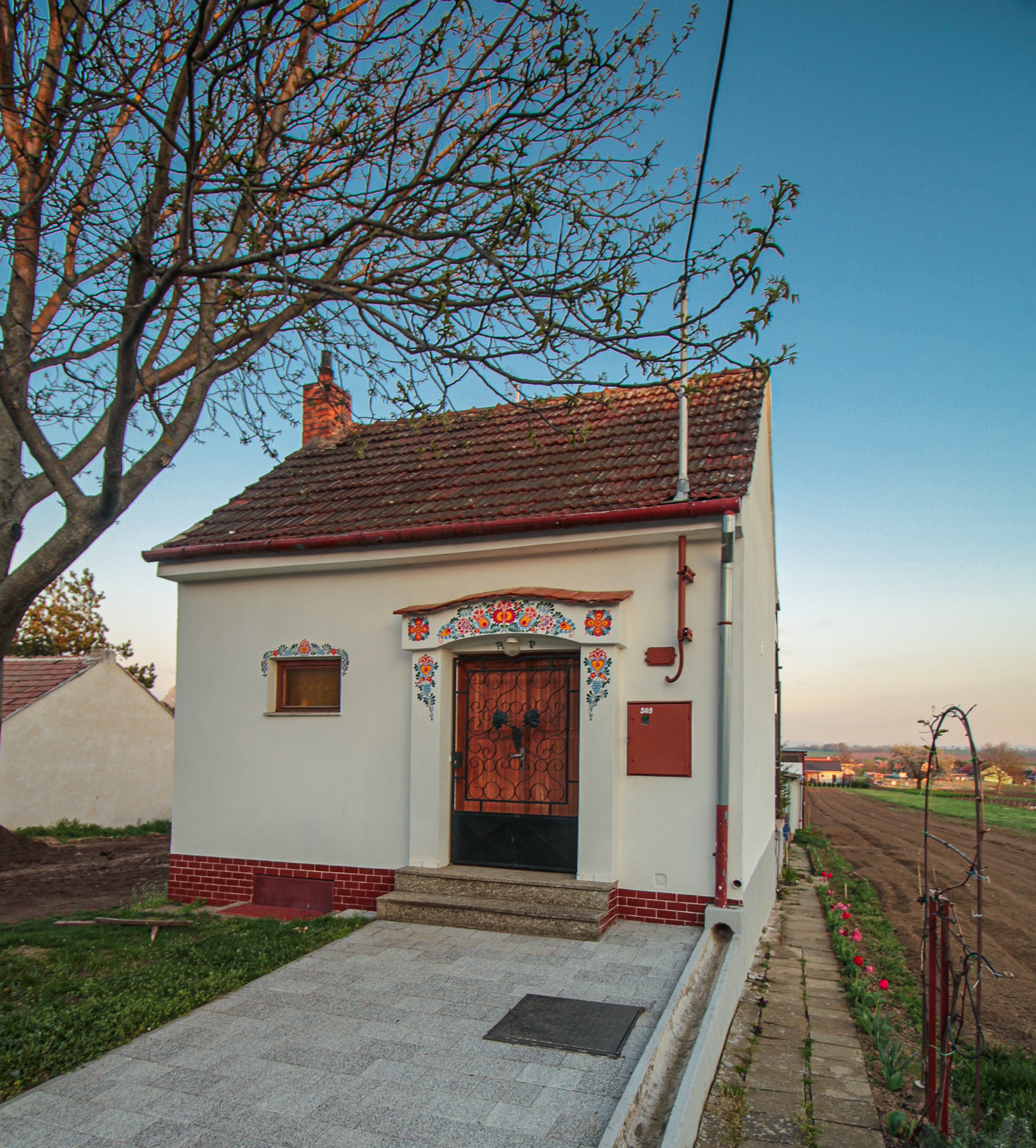
Jeden z vinných sklepů ve Vinařské

Součástí vesnice jsou i vinné sklepy na Horním konci, V předních, Pod ořechama a Pod Čaganovem. Z velké části mají bohaté zdobení žuder slováckými ornamenty. Vinařství má staletou tradici, obzvláště v pěstování ryzlinku, který býval jedním z nejlepších v Rakousko-Uhersku. V roce 1907 zde bylo založeno nejstarší vinařské družstvo Zádruha, jehož sklepy byly údajně za třicetileté války vyvedeny do vedlejšího Poddvorova a podle pověstí podzemní chodby vedly až k Pálavě.

## Pamětihodnosti
- Barokní kostel sv. Václava z roku 1734.
- řada malých sakrálních architektonických památek v obci a jejím okolí

## Galerie

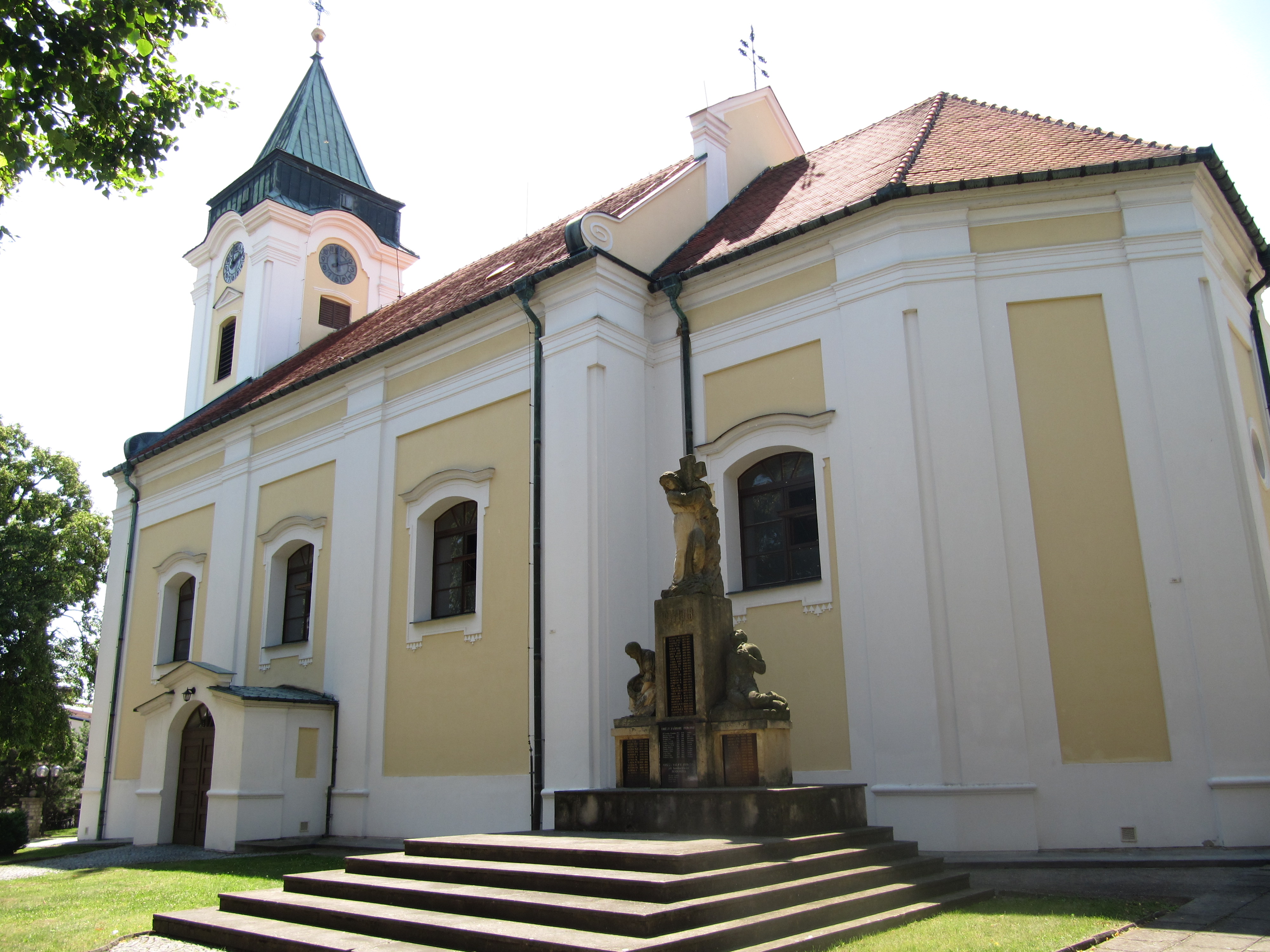
Kostel sv. Václava a pomník padlým
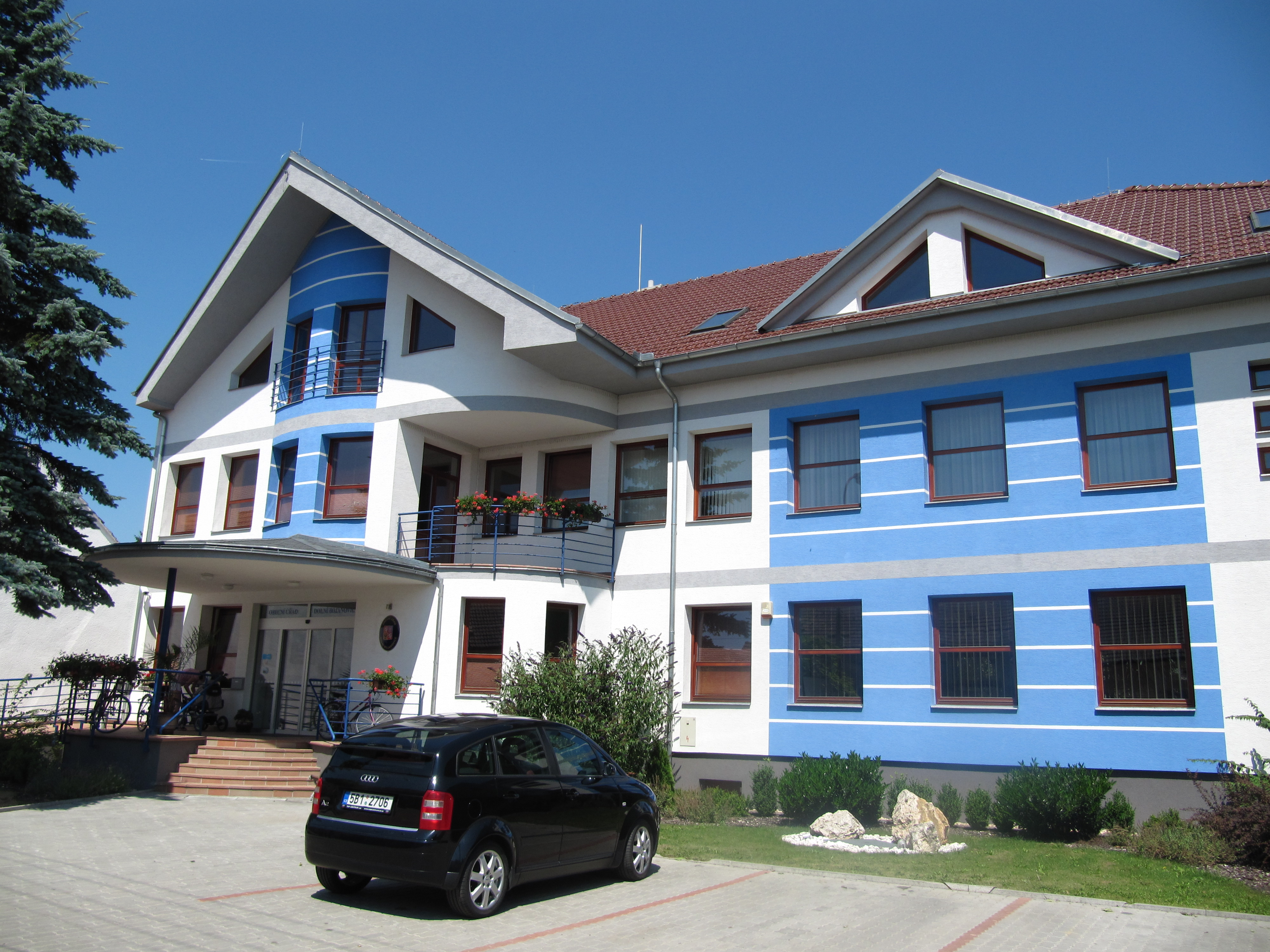
Obecní úřad
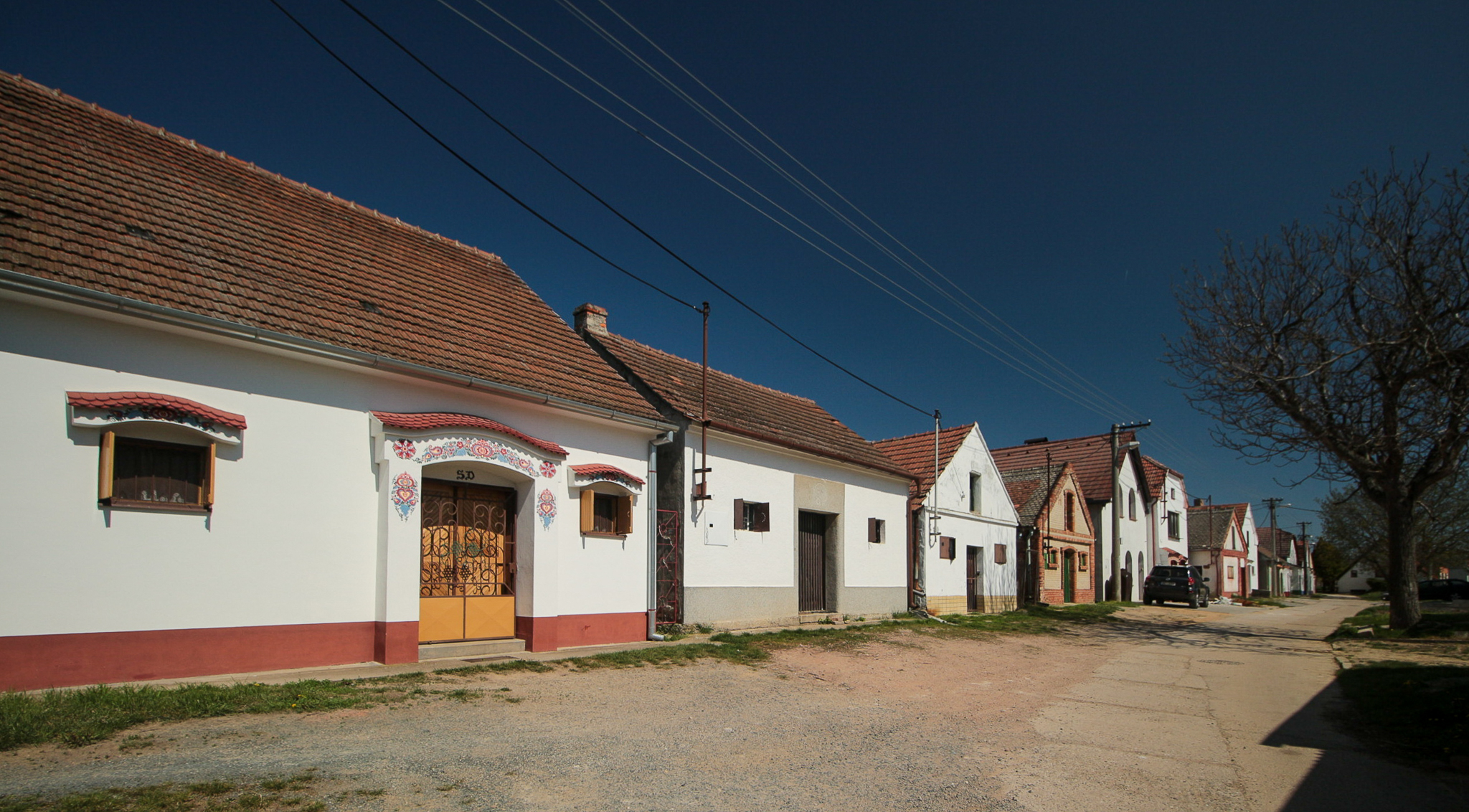
Sklepní ulice
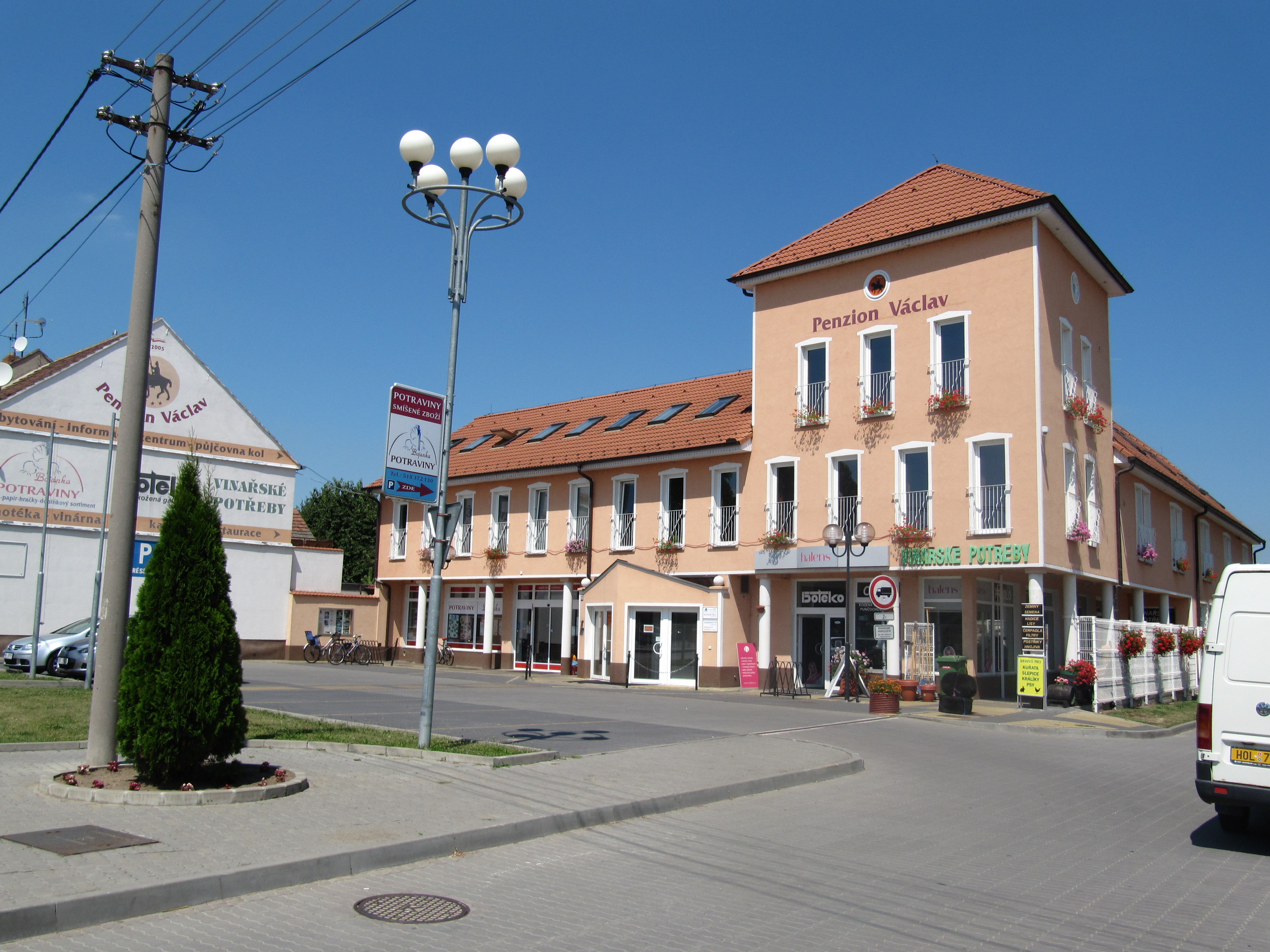
Penzion Václav
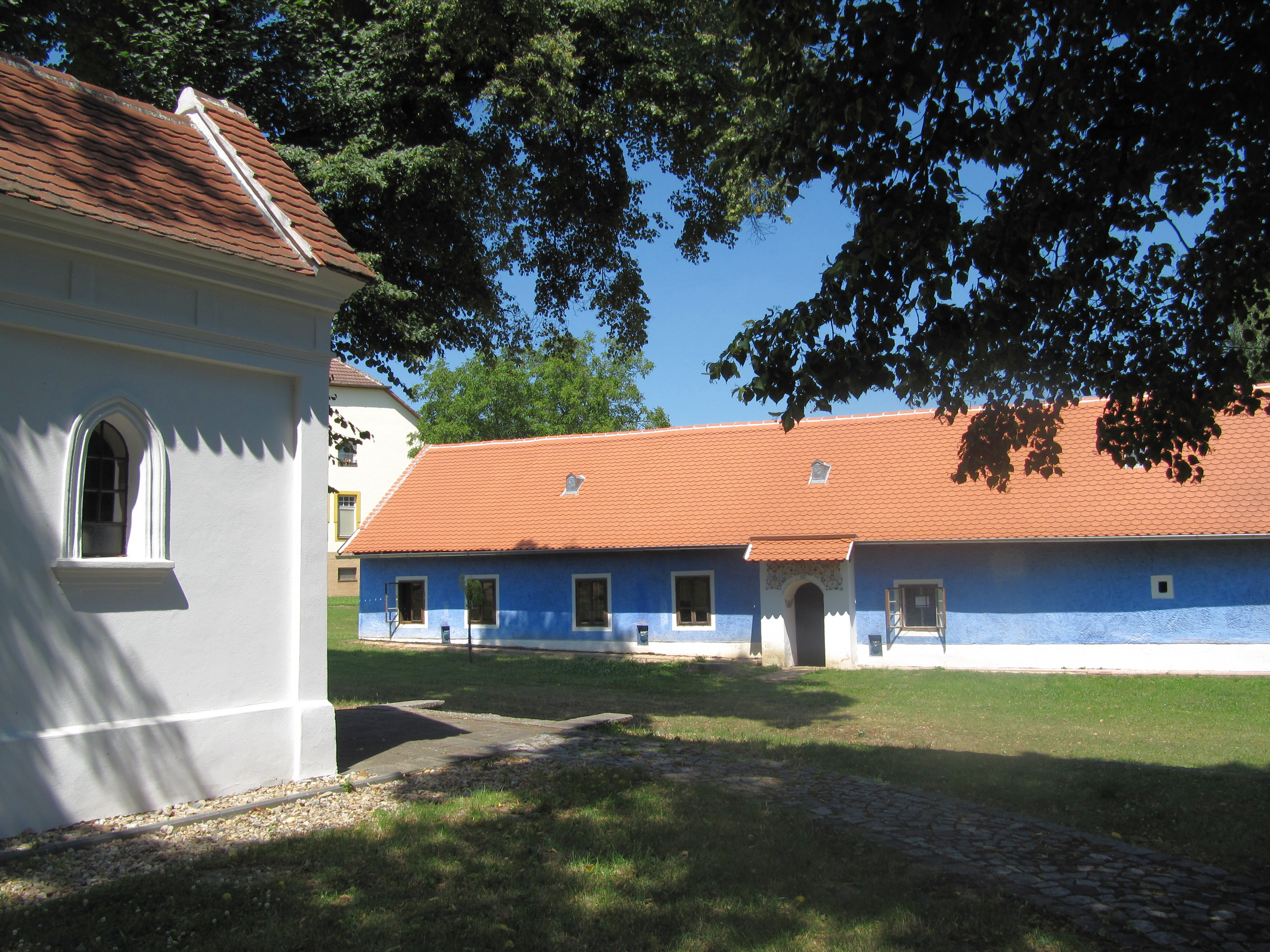
Slovácká chalupa

## Obyvatelstvo
| 1971  | 1976  | 1981  | 1986  | 1991  | 1996  | 2001  | 2006  | 2011  | 2016  |
| ----- | ----- | ----- | ----- | ----- | ----- | ----- | ----- | ----- | ----- |
| 2 759 | 2 745 | 2 786 | 2 796 | 2 779 | 2 850 | 2 887 | 2 863 | 2 967 | 2 988 |